# Cantus
Cantus (von lat. cantus = Gesang, Melodie) ist in der mittelalterlichen Mehrstimmigkeit die melodisch vorgegebene bzw. zuerst erfundene Stimme (siehe Vox principalis, Tenor). Eine Reihe musikalischer Begriffe sind davon abgeleitet:
- Cantus durus
- Cantus figuralis (cantus figuratus)
- Cantus firmus (cantus prius factus)
- Cantus mollis
- Cantus naturalis
- Cantus planus